# Karl Klammer (Microsoft)
Karl Klammer war ein Assistent für Microsoft Office. Der Office-Assistent sollte die Benutzer von Microsoft Office unterstützen und hatte das Aussehen einer interaktiven, animierten und den Benutzer in Sprechblasen „ansprechenden“ Cartoon-Büroklammer mit Augen. In der englischen Version von Microsoft Windows hieß der Assistent Clippit (Spitzname Clippy), vom englischen Wort für Büroklammer, paperclip.
Der Assistent war mit den Office-Hilfeinhalten sowie einigen Programmfunktionen verknüpft und in Microsoft Office für Windows (Versionen 97 bis 2003) und Microsoft Office für Mac (Versionen 98 bis 2004) enthalten. Microsoft veröffentlichte die Technologie hinter dem Hilfsprogramm und ein SDK als Microsoft Agent, das bis Windows 7 für Windows-Software zur Verfügung stand.

## Funktion
In den genannten Versionen von Microsoft Office war der Office-Assistent per Voreinstellung aktiviert und als Erscheinungsbild war Karl Klammer vorausgewählt. Der Assistent beobachtete im Hintergrund die Arbeit des Benutzers und trat bei bestimmten Triggern (zum Beispiel dem Schreiben der Anrede in einem Brief) von selbst in Erscheinung. Er fragte den Benutzer, ob er Hilfe benötige, oder gab ihm Ratschläge für effizientere Arbeitsweisen. In den Programmeinstellungen konnten Benutzer zwar auch alternative Figuren auswählen und die Funktion des Assistenten konfigurieren oder abschalten. Gleichwohl nahmen viele Nutzer das Feature negativ auf.

## Geschichte
Der als animierte Cartoonfigur auftretende Office-Assistent soll auf eine persönliche Initiative von Melinda Gates zurückgehen. Die Microsoft-Mitarbeiterin und damalige Ehefrau des Firmenchefs hat auch die Entwicklung von Microsoft Bob geleitet, einer speziellen Windows-Benutzeroberfläche für computerunerfahrene Benutzer, die mit ähnlichen animierten Figuren agierte.
Die Gestaltung der Figur stammt von Kevan J. Atteberry. Neben der Büroklammer waren weitere Figuren als Alternative verfügbar: der Zauberer Merlin, die Katze Links, der Roboter F1, der Flaschengeist Genie, eine Karikatur von Albert Einstein namens Genius, der Vogel Peedy sowie die Hunde Rover und Rocky. Die Figuren konnten jeweils eine Reihe von „Gesten“ (animierte Bewegungen) für bestimmte Situationen ausführen.
Der Office-Assistent kam am 30. Dezember 1996 erstmals auf den Markt. Für die am 27. Januar 1999 freigegebene Version Office 2000 wurden die Figuren, darunter auch Karl Klammer, grafisch überarbeitet (ohne Rahmen und Hintergrund).
In der Version Office XP (Release am 31. Mai 2001) deaktivierte Microsoft den Assistenten standardmäßig und bestätigte die Unbeliebtheit. Da der Office-Assistent aber weiterhin Kritik auf sich zog, sogar von Microsoft-Mitarbeitern, wurde er in der Version Office 2007 (30. Januar 2007) und Office 2008 für Mac (15. Januar 2008) vollständig entfernt.
Im Jahr 2021 kündigte Microsoft an, dass Karl Klammer – wenn es die Anwender wünschten – in Microsoft 365 wieder zurückkommen könne. Einzelheiten wurden dabei jedoch offengelassen.

## Rezeption
Die Figur wurde in der Populärkultur häufig verspottet und parodiert. Von den Microsoft-Entwicklern wurde er intern als „TFC“ (the fucking clown) bezeichnet. Das Smithsonian Magazine nannte Karl Klammer „einen der schlimmsten Fehltritte von Softwaredesign in der Computergeschichte“ und Time Magazine nannte Klammer 2010 in einer Liste der fünfzig schlechtesten Erfindungen.
Am 7. August 2025 startete YouTuber und Aktivist Louis Rossmann eine Medienaktion gegen Übergriffe von Technologieunternehmen unter dem Symbol von Karl Klammer, in der er seine Zuschauer aufforderte, ihr Profilbild zu einem Bild von Karl Klammer zu ändern.